# Mercedes-AMG F1 W12 E Performance
Chronologie des modèles (2021)
Mercedes-AMG F1 W11 EQ Performance Mercedes-AMG F1 W13 E Performance
La Mercedes-AMG F1 W12 E Performance est la monoplace de Formule 1 engagée par l'écurie allemande Mercedes Grand Prix dans le cadre de la saison 2021 du championnat du monde de Formule 1. Elle est pilotée par le Britannique Lewis Hamilton et par le Finlandais Valtteri Bottas, coéquipiers au sein de l'écurie depuis plusieurs années. Il s'agit d'une évolution de la Mercedes-AMG F1 W11 EQ Performance victorieuse en 2020.
Conçue par les ingénieurs James Allison, Aldo Costa et Geoff Willis, la W12 E Performance, présentée le 2 mars 2021 possède, comme sa devancière, une livrée majoritairement noire.

## Technologie et développement
La W12 est une monoplace à propulsion arrière avec une structure monocoque en polymère renforcé de fibres de carbone. Outre la structure monocoque, de nombreuses autres parties du véhicule, notamment les panneaux de carrosserie et le volant, sont en PRFC. Les disques de frein sont également constitués d'un matériau composite renforcé de fibre de carbone.
La W12 est le modèle successeur de la W11 EQ Performance. Elle est propulsée par un moteur V6 PU106A central de 1,6 litre turbocompressé de Mercedes, ainsi que par un moteur électrique de 120 kW. La boîte de vitesses séquentielle de la voiture comporte huit vitesses. Le changement de vitesse est déclenché par des palettes de changement de vitesse au volant. L'embrayage, qui n'est utilisé qu'au démarrage à l'arrêt, est actionné par un levier sur le volant.
La largeur du véhicule est de 2 m, la largeur des essieux avant et arrière est de 1,60 m et la hauteur de 950 mm. L'aileron avant a une largeur de 2 m, l'aileron arrière de 1, 050 m et une hauteur de 820 mm. Le diffuseur a une hauteur totale de 175 mm et une largeur de 1, 050 m. La voiture est équipée de pneus avant de 305 mm de large et de pneus arrière de 405 mm de large montés sur des roues de 13 pouces.
La W12 dispose d'un système de réduction de la traînée activé avec un interrupteur sur le volant de la voiture. Elle est équipée d'un halo.

## Livrée
La W12 E Performance est principalement noire, sa peinture passant à l'argent au niveau du capot moteur. À cela s’ajoutent des accents de couleur cyan du sponsor Petronas et des touches de couleur rouge du sponsor Ineos.

## Résultats en championnat du monde de Formule 1
| Saison | Écurie                                 | Moteur                                                  | Pneus   | Pilotes         | Courses | Courses | Courses | Courses | Courses | Courses | Courses | Courses | Courses | Courses | Courses | Courses | Courses | Courses | Courses | Courses | Courses | Courses | Courses | Courses | Courses | Courses | Points inscrits | Classement |
| Saison | Écurie                                 | Moteur                                                  | Pneus   | Pilotes         | 1       | 2       | 3       | 4       | 5       | 6       | 7       | 8       | 9       | 10      | 11      | 12      | 13      | 14      | 15      | 16      | 17      | 18      | 19      | 20      | 21      | 22      | Points inscrits | Classement |
| ------ | -------------------------------------- | ------------------------------------------------------- | ------- | --------------- | ------- | ------- | ------- | ------- | ------- | ------- | ------- | ------- | ------- | ------- | ------- | ------- | ------- | ------- | ------- | ------- | ------- | ------- | ------- | ------- | ------- | ------- | --------------- | ---------- |
| 2021   | Mercedes-AMG Petronas Formula One Team | Mercedes-AMG V6 turbo hybride F1 M12 E Performance 1.6L | Pirelli |                 | BAH     | EMI     | POR     | ESP     | MON     | AZE     | FRA     | STY     | AUT     | GBR     | HON     | BEL     | P-B     | ITA     | RUS     | TUR     | USA     | MEX     | BRE     | QAT     | SAU     | ABU     | 613,5           | Champion   |
| 2021   | Mercedes-AMG Petronas Formula One Team | Mercedes-AMG V6 turbo hybride F1 M12 E Performance 1.6L | Pirelli | Lewis Hamilton  | 1er     | 2e      | 1er     | 1er     | 7e      | 15e     | 2e      | 2e      | 4e      | 1er     | 2e      | 3e      | 2e      | Abd.    | 1er     | 5e      | 2e      | 2e      | 1er     | 1er     | 1er     | 2e      | 613,5           | Champion   |
| 2021   | Mercedes-AMG Petronas Formula One Team | Mercedes-AMG V6 turbo hybride F1 M12 E Performance 1.6L | Pirelli | Valtteri Bottas | 3e      | Abd.    | 3e      | 3e      | Abd.    | 12e     | 4e      | 3e      | 2e      | 3e      | Abd.    | 12e     | 3e      | 3e      | 5e      | 1er     | 6e      | 15e     | 3e      | Abd.    | 3e      | 6e      | 613,5           | Champion   |

Légende : ici 
- *Le pilote n'a pas terminé la course mais est classé pour avoir parcouru 90% de la distance prévue